# Molophilus (Molophilus) diversilobus
Molophilus (Molophilus) diversilobus is een tweevleugelige uit de familie steltmuggen (Limoniidae). De soort komt voor in het Oriëntaals gebied.